# EA Sports
EA Sports — подразделение компании Electronic Arts, которое разрабатывает и издаёт спортивные видеоигры. Ранее это был маркетинговый трюк Electronic Arts, в котором они пытались имитировать реальные спортивные телеканалы, называя себя «EA Sports Network» (EASN) и используя в своих играх образы и заявления настоящих комментаторов, таких как Джон Мэдден, Однако вскоре это стало отдельным брендом, который выпускает серии игр, такие как FIFA, NHL, NBA Live и Madden NFL.
Большинство игр под этим брендом разрабатываются EA Vancouver, компанией Electronic Arts, находящейся в Бернаби, Британская Колумбия, а также EA Tiburon в Мейтленде, Флорида. Главным конкурентом EA Sports является 2K Sports. Примечательно, что обе компании конкурируют в сфере игр NBA, NBA Live c NBA 2K. Konami также является соперником в футбольных играх со своей серией eFootball.
В течение нескольких лет после создания все игры EA Sports начинались с пятисекундного видеоролика, представляющего бренд, в котором Эндрю Энтони озвучивал девиз: «It's in the game». Лозунг означал, что игры стремятся максимально аутентично и полно воссоздавать реальные виды спорта. Энтони никогда не получал денег за свою работу и делал это просто как одолжение другу.
В отличие от некоторых других компаний, занимающихся спортивными играми, EA Sports не имеет особых связей с какой-либо одной платформой. Это означает, что все игры выпускаются для самых продаваемых активных платформ, спустя долгое время после того, как большинство других компаний от этого отказались. Например, FIFA 98, Madden NFL 98, NBA Live 98 и NHL 98 выпускались для Sega Genesis и Super NES в течение 1997 года; Madden NFL 2005 и FIFA 2005 были выпущены для PlayStation в 2004 году (FIFA 2005 и Madden NFL 2005 также были последними двумя выпущенными играми для PlayStation); а NCAA Football 08 был выпущен для Xbox в 2007 году. Madden NFL 08 также был выпущен для Xbox и GameCube в 2007 году и стал финальной игрой, выпущенной для GameCube, а Madden NFL 09 стал финальной игрой для Xbox. Кроме того, NASCAR Thunder 2003 и NASCAR Thunder 2004 были выпущены не только для PlayStation 2, но и для оригинальной PlayStation. Торговая марка EA Sports используется для спонсорства команды Второй английской футбольной лиги «Суиндон Таун», начиная с сезона 2009-2010, и Кубка EA Sports в Ирландии. В июле 2021 года хакеры, взломавшие Electronic Arts в июне 2021 года, выпустили весь кэш украденных данных после того, как им не удалось вымогать деньги у компании, а затем продали украденные файлы стороннему покупателю.

## История

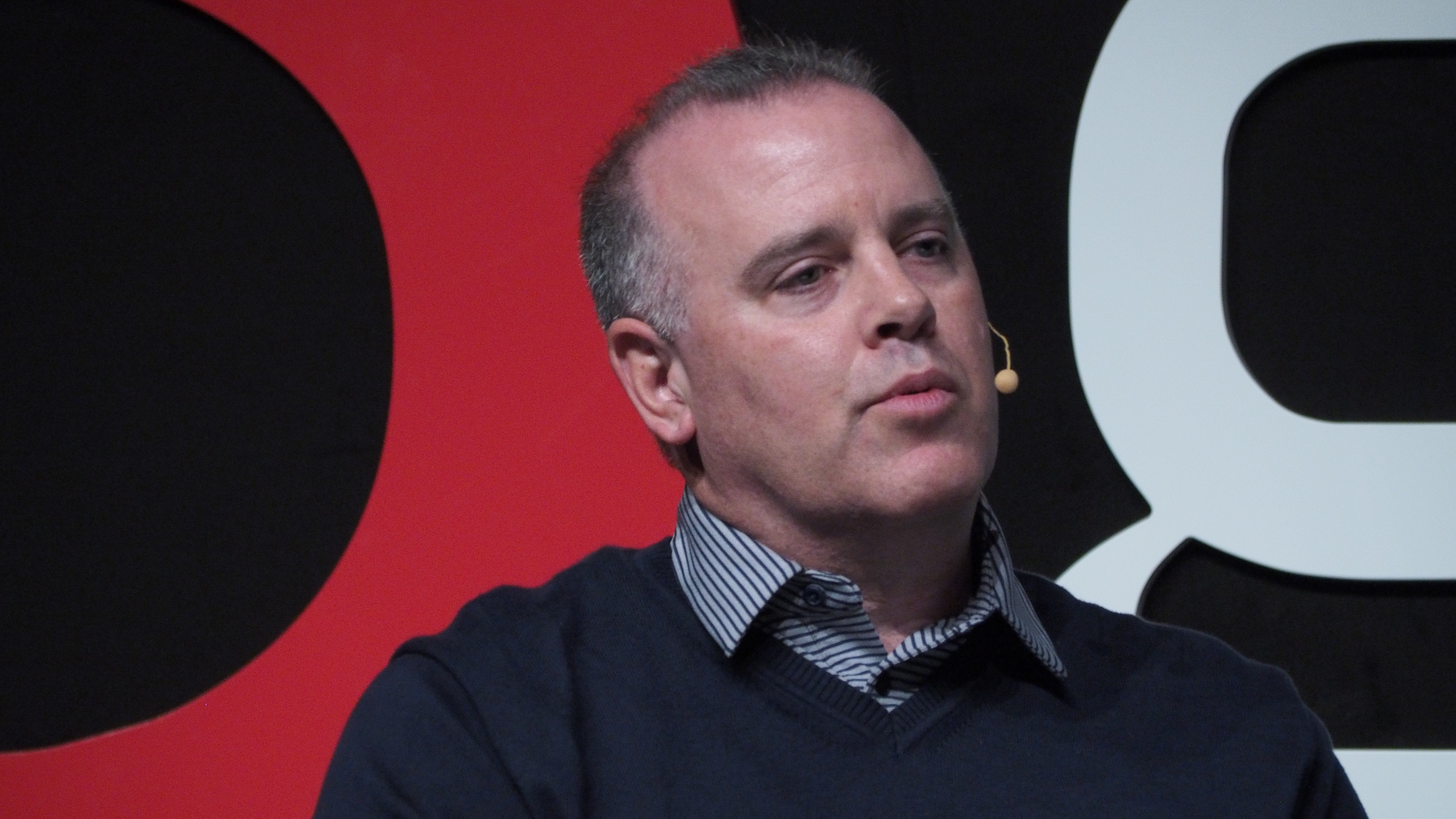
COO и VP Дэрил Холт в 2018 году

### Эксклюзивные предложения
В 2002 году EA приобрела лицензию NASCAR на шесть лет, прекратив конкуренцию со стороны Papyrus и Infogrames. Они потеряли эту лицензию в 2009 году, после чего она будет принадлежать компании Polyphony Digital для серии Gran Turismo, начиная с Gran Turismo 5, а также Eutechnyx для серии NASCAR The Game до её создания в 2015 году.
13 декабря 2004 года EA Sports подписала эксклюзивное соглашение с Национальной футбольной лигой (NFL) и её Союзом Игроков сроком на пять лет. 12 февраля 2008 года EA Sports объявила о продлении своего эксклюзивного контракта до сезона NFL 2012 года.
Менее чем через месяц после эксклюзивного соглашения с NFL 11 января 2005 года EA Sports подписала четырёхлетний эксклюзивный контракт с Футбольной лигой арены.
11 апреля 2005 года Национальная ассоциация студенческого спорта (NCAA) и EA Sports подписали соглашение о предоставлении EA Sports исключительных прав на производство студенческих футбольных игр в течение шести лет.
EA уступила права на игры Главной Лиги Бейсбола компании 2K Sports в 2005 году, положив конец серии MVP; однако EA провела Бейсбольные матчи NCAA в 2006 и 2007 годах после потери лицензии.
В январе 2008 года EA Sports решила не продлевать свою лицензию Бейсбольного Колледжа NCAA, пока они оценивали статус своего игрового движка MVP.
В 2005 году EA Sports и ESPN подписали масштабный 15-летний контракт на интеграцию ESPN в видеоигры EA Sports от 2K Sports и Sega. Использование EA лицензии ESPN неуклонно увеличивалось на протяжении всего срока действия сделки. Раннее использование лицензии ESPN началось с ESPN Radio и спортивного тикера в таких играх, как Madden NFL, NBA Live, Tiger Woods PGA Tour, NCAA Baseball и Football. Интеграция с ESPN теперь включает потоковые подкасты, текстовые статьи (включая контент, ранее доступный только подписчикам ESPN Insider) и видеоролики ESPN Motion (включая такие программы, как Pardon the Interruption).
Дело федерального округа O'Bannon v. NCAA, решение о котором было принято в 2014 году, касалось прав спортсменов колледжей, чтобы они могли контролировать свои образы в последующих продуктах от NCAA. Дело конкретно касалось игры NCAA Basketball 09 от EA, которая впервые появилась в 2009 году, но позже была отменена из-за этого скандала. Решение было в пользу спортсменов из колледжей, что затруднило получение лицензий для игр EA. В то время как EA продолжила серию NCAA Football, NCAA расторгла свое лицензионное соглашение с EA в 2013 году из-за нескольких факторов, включая дело O'Bannon, а также проблемы, связанные с сопоставимыми лицензионными сборами с профессиональными спортивными играми.
4 июня 2012 года EA подписала «многолетнее многопродуктовое» партнерство с Ultimate Fighting Championship, заменив THQ.
После выхода Rory McIlroy PGA Tour в 2015 году EA Sports объявила, что они завершат свою серию PGA Tour спустя 25 лет, а указанная игра была удалена из цифровых магазинов в мае 2018 года. 2K Sports объявили, что они примут на себя лицензионное соглашение с PGA Tour, начиная с выпуска The Golf Club 2019 featuring PGA Tour в 2018 году.
В мае 2020 года NFL, Ассоциация Игроков NFL и EA подтвердили свой эксклюзивный контракт на спортивные симуляторы NFL, который будет действовать до сезона NFL 2025-2026 годов с возможностью однолетнего продления. Новый контракт позволяет EA разрабатывать игры NFL, отличные от типичных игр Madden, в том числе игры для мобильных устройств.
В феврале 2021 года компания EA объявила, что возвращается к студенческому спорту с игрой EA College Football, которая будет выпущена в течение следующих нескольких лет. Как и планировалось, в игре не будут использоваться какие-либо подобия игроков, а вместо этого игра обойдёт проблемы с NCAA, лицензировав все остальные бренды, связанные с студенческим футболом, такие как названия команд, униформа и стадионы, через Collegiate Licensing Company, поскольку на момент объявления NCAA ещё не установила окончательных правил соответствующей оплаты игрокам за их аватары. По словам EA, если такие правила будут установлены к моменту выпуска игры, то она будет включать подобия игроков. Однако Нотр-Дам заявил, что до установления таких правил они откажутся от участия в игре EA. На момент этого объявления EA заявила, что у них нет других соглашений с другими видами NCAA спортов. Позже в том же месяце EA приобрела Codemasters, разработчиков серии F1, тем самым вернув себе права на публикацию игр F1.
В мае 2021 года EA приобрела Metalhead Software, разработчиков серии Super Mega Baseball. EA заявила, что они намереваются взять основные аспекты этой серии для интеграции с лицензированием MLB, чтобы в будущем снова опубликовать лицензионную бейсбольную игру.
EA заключила сделки с FIFA на использование названия и брендинга FIFA для своей серии EA FIFA, а также более чем 300 отдельных сделок с лигами и командами в отношении их названий, логотипов и прав на изображения игроков. Согласно The New York Times в октябре 2021 года, FIFA начала обсуждение возобновления этих прав с EA за предыдущие два года в рамках эксклюзивного соглашения, но с несколькими оговорками, которые затруднили переговоры. Среди запросов FIFA было увеличение эксклюзивного лицензионного сбора до 1 миллиарда долларов США за каждый четырёхлетний период между чемпионатами мира по футболу и ограничение объёма этой эксклюзивности ассоциативными играми-симуляторами, в то время как EA хотела распространить брендинг на новые проекты в области видеоигр, такие как киберспорт, который FIFA хотела либо оставить при себе, либо предоставить лицензию другим разработчикам для увеличения своих доходов. FIFA выступила с заявлением после отчета, в котором говорилось, что они зашли в тупик с EA в переговорах. Позиция FIFA заключалась в том, что они несут «обязанность поддерживать свои 211 членских ассоциаций для полного использования возможностей, которые появлялись в последние годы. В рамках этой стратегии FIFA также обязуется продолжать организацию турниров по киберспорту на основе недавно запущенной структуры FIFAe и потребительского бренда». С этой целью FIFA считала необходимым, чтобы любое соглашение о лицензировании «включало более чем одну сторону, которая контролирует и использует все права». EA посчитала, что отказ от названия FIFA мало повлияет на игровой опыт, поскольку лицензии на лиги и команды не пострадают. EA зарегистрировала торговую марку EA Sports FC как потенциальное название для замены серии. Последней игрой, выпущенной под брендом FIFA, была FIFA 23 2022 года выпуска.
2 марта 2022 года компания EA анонсировала совместно с FIFA, NHL и Ассоциацией игроков NHL, IIHF и F1 о том, что они убрали права на использование наименований и логотипов российских и белорусских команд в FIFA 22 и NHL 22 в связи с недавними событиями, связанными с вторжением России на Украину. Удаление символики из обеих игр также повлияло на разработку F1 22: Никита Мазепин из команды Хаас был заменен на Кевина Магнуссена, Гран-При России был исключен из списка, а логотипы спонсора Мазепина, Уралкалия, были удалены.

### Игры для ПК
На протяжении 2003 игрового года и в период с 2006 по 2008 года EA опубликовала сборники игр EA Sports для Windows под названием «Коллекция Year Number».
В июне 2009 года EA Sports объявила, что в 2010 году игры Madden NFL, NCAA Football, NASCAR, NHL, NBA Live и Tiger Woods PGA Tour не будут выпущены на ПК. Серия NCAA Football не выпускалась на ПК с 1998 года, последней игрой серии Tiger Woods для ПК была Tiger Woods PGA Tour 08, серия NASCAR не имела версии для ПК со времен выхода NASCAR SimRacing в 2005 году, а последней игрой серии Madden на ПК была Madden NFL 08. Последней компьютерной игрой серии NHL была NHL 09. Точно так же игра NBA Live 08 стала последней в серии NBA Live для ПК.
Глава EA Sports, на тот момент Питер Мур, сослался на пиратство и тот факт, что «ПК как платформа для аутентичных лицензированных спортивных игр-симуляторов резко упал за последние три года, так как следующее поколение консолей привлекло миллионы потребителей».
Тем не менее, серия игр FIFA продолжает выходить на ПК, а игра Madden NFL 19 впервые вышла на ПК с 2008 года. Следующая игра в серии F1 будет выпущена на ПК в связи с слиянием EA и Codemasters.

### PlayStation Home
23 апреля 2009 года EA Sports выпустила долгожданное игровое пространство "EA Sports Complex" для онлайн-сообщества PlayStation 3 в европейской и североамериканской версиях PlayStation Home. В Комплексе пользователи могли поиграть в серию мини-игр, включая покер, картинг, гольф, а также там был Виртуальный магазин EA. Был также ряд рекламных объявлений о грядущих играх EA Sports. Каждая мини-игра, которую предлагал Комплекс, имела одну или несколько наград. Heavy Water, компания, посвященная разработке Home, разработала EA Sports Complex для EA Sports.
Изначально Комплекс включал в себя две комнаты: EA Sports Complex и EA Sports Complex Upstairs В EA Sports Complex проводились гонки и была гольф-площадка, на которой нельзя было играть. В Upstairs было четыре покерных стола, за которыми пользователи могли играть в любое время. С обновлением 18 июня 2009 г. название комплекса изменилось на EA Sports Racing Complex, а верхний этаж был изменён на EA Sports Complex Green Poker Room. Кроме изменения названия, обновление убрало гольф-площадку и добавило ещё четыре картинга, а также красный покерный стол в покер-руме.

Красная комната для покера в EA Sports Complex

Обновление 2 июля 2009 года добавило гольф и еще одну комнату для покера, таким образом в Комплексе стало четыре комнаты: EA Sports Racing Complex, EA Sports Golf Complex, EA Sports Complex Green Poker Room и EA Sports Complex Red Poker Room. Racing Complex включал гонки с общим количеством восьми картингов: по четыре на каждой стороне Комплекса. Golf Complex предлагал две площадки для тренировки игры в гольф: по одной на каждой стороне Комплекса. В скором времени в Golf Complex появится Golf Pro-shop. Green Poker Room включал четыре зелёных покерных стола, на которых пользователи могли играть в любое время. Red Poker Room включал четыре красных покерных стола, но для игры пользователям требовалось набрать 2000 очков.
16 июля 2009 г. EA Sports выпустила еще одну комнату для Комплекса, тем самым увеличив число комнат до пяти Комплекса. Эта комната для Fight Night Round 4 называлась "Club Fight Night" и включала мини-игру под названием Club DJ, а также скоро должна была быть добавлена ещё одна игра, бокс с роботами.
30 июля 2009 года EA Sports добавила чёрный покерный стол в EA Sports Red Poker Room для опытных игроков. Со временем будет создана отдельная комната для этого стола, как для зеленого и красного. Они также добавили пятый зеленый стол в Green Poker Room. Обновление также включало добавление EA Sports Pro Shop, где пользователи могли покупать полные комплекты боксерской экипировки и мебель из Fight Night Round 4. Магазин находился в Racing Complex. Обновление 16 августа 2009 г. заменило пятый зеленый стол в Green Poker Room на красный. Они также уменьшили количество очков для чёрного стола с 20 000 до 10 000. Обновление 27 августа 2009 г. разделило таблицы результатов для каждого уровня игры — зеленый, красный и черный — на ежедневные и сезонные таблицы (левая и правая сторона), улучшило читаемость карт, добавило дополнительные места для сидения рядом с покерными столами, удаление игрока при блокировке в игре в покер и возврат ставки игрока при удалении (не возмещается при отключении Home).
9 октября 2009 года EA Sports выпустила Комплекс в японской версии. Они также выпустили майки NFL каждой команды в лиге, которые можно было купить в EA Sports Complex и в торговом комплексе Home. Компания EA Sports также сотрудничала с командой Home для производства и распространения эксклюзивных виртуальных предметов, которые поддерживают Национальный Месяц Осведомленности о Раке Молочной Железы. 100% выручки от этих товаров пошли в фонд Brees Dream Foundation, поддерживающий программы исследований и повышения осведомленности о раке молочной железы. Эти предметы представляют собой черные майки с розовым номером 9 спереди и именем Brees сзади, также розового цвета. Эти майки были доступны с 15 октября 2009 года по 25 ноября 2009 года. 5 ноября 2009 года те, кто приобрел майку Brees Breast Cancer, получили бесплатный DJ-набор, который будет представлен в игровом пространстве Club Fight Night, войдя в один из двух покер-румов EA Sports Complex в период с 5 ноября 2009 года по 25 ноября 2009 года. 25 ноября продюсеры Fight Night Round 4 Майк Махар и Брайан Хейс были в Home с 16:00 до 17:00 PT (по тихоокеанскому времени) для онлайн-чата с сообществом PlayStation Home. 7 января 2010 года EA Sports выпустила майки команд студенческого футбола NCAA в EA Sports Complex и в торговом комплексе Home.
2 августа 2011 года EA Sports запустила услугу подписки EA Sports Season Ticket. Она была прекращена в 2015 году и заменена аналогичной услугой EA Access.

## Серии игр
Большинство игр EA Sports отличаются годом выпуска, так как игры выпускаются ежегодно. Тем не менее, поскольку EA Sports является ведущим покупателем официальных лицензий, нередко за короткий промежуток времени выпускается несколько игр одного вида спорта, но с разными лицензиями: FIFA: Road to World Cup 98, вскоре последовал World Cup 98, и всё это вслед за FIFA Soccer Manager 1997 года (поскольку EA владеет лицензией на Чемпионат мира по футболу, который проводится регулярно через каждые 4 года, начиная с 1998 года), а игры студенческого футбола и баскетбола выпускаются на основе Madden NFL и NBA Live соответственно.
| Серия               | Спорт                         | Первый релиз                     | Последний релиз           | Предстоящий релиз          |
| ------------------- | ----------------------------- | -------------------------------- | ------------------------- | -------------------------- |
| Madden              | Американский футбол           | John Madden Football (1988)      | Madden NFL 25 (2024)      | Madden NFL 26 (2025)       |
| NHL                 | Хоккей                        | NHL Hockey (1991)                | NHL 25 (2024)             | NHL 26 (2025)              |
| FIFA / EA Sports FC | Футбол                        | FIFA International Soccer (1993) | EA Sports FC 25 (2024)    | EA Sports FC 26 (2025)     |
| UFC                 | Смешанные боевые единоборства | EA Sports UFC (2014)             | EA Sports UFC 5 (2023)    |                            |
| F1                  | Формула-1                     | F1 2000 (2000)                   | F1 24 (2024)              | F1 25 (2025)               |
| PGA Tour            | Гольф                         | PGA Tour Golf (1990)             | EA Sports PGA Tour (2023) |                            |
| EA College Football | Студенческий футбол           | College Football 25 (2024)       |                           | College Football 26 (2025) |

### Бывшие серии
| Серия                        | Спорт                         | Первый релиз                        | Последний релиз                              |
| ---------------------------- | ----------------------------- | ----------------------------------- | -------------------------------------------- |
| NBA Live                     | Баскетбол                     | NBA Live 95 (1994)                  | NBA Live 19 (2018)                           |
| NCAA Football                | Студенческий футбол           | Bill Walsh College Football (1993)  | NCAA Football 14 (2013)                      |
| Mutant League Football       | Американский футбол           | Mutant League Football (1993)       |                                              |
| Mutant League Hockey         | Хоккей                        | Mutant League Hockey (1994)         |                                              |
| Mario Andretti Racing        | Автоспорт                     | Mario Andretti Racing (1994)        | Andretti Racing (1996)                       |
| Australian Rugby League      | Регбилиг                      | Australian Rugby League (1995)      |                                              |
| Cricket                      | Крикет                        | Cricket 96 (1996)                   | Cricket 07 (2006)                            |
| Triple Play / MVP Baseball   | Бейсбол                       | Triple Play Baseball '96 (1995)     | MVP Baseball 2005 (2005)                     |
| NASCAR                       | Гонки на серийных автомобилях | NASCAR 98 (1997)                    | NASCAR 09 (2008) / NASCAR Kart Racing (2009) |
| AFL                          | Австралийский футбол          | AFL 98 (1997)                       | AFL 99 (1998)                                |
| FIFA Manager                 | Футбольный менеджмент         | FIFA Manager (1997)                 | FIFA Manager 14 (2013)                       |
| NCAA Basketball              | Студенческий баскетбол        | NCAA March Madness 98 (1998)        | NCAA Basketball 10 (2009)                    |
| Knockout Kings / Fight Night | Бокс                          | Knockout Kings (1998)               | Fight Night Champion (2011)                  |
| Superbike                    | Superbike                     | Superbike World Championship (1999) | Superbike 2001 (2000)                        |
| Supercars                    | V8 Supercars                  | V8 Challenge (2002)                 |                                              |
| SSX                          | Сноубординг                   | SSX (2000)                          | SSX (2012)                                   |
| Rugby                        | Регби                         | Rugby (2000)                        | Rugby 08 (2007)                              |
| NBA Street                   | Стритбол                      | NBA Street (2001)                   | NBA Street Homecourt (2007)                  |
| NFL Street                   | Уличный футбол                | NFL Street (2004)                   | NFL Street 3 (2006)                          |
| FIFA Street                  | Уличный футбол                | FIFA Street (2005)                  | FIFA Street (2012)                           |
| MVP: NCAA Baseball           | Студенческий баскетбол        | MVP 06: NCAA Baseball (2006)        | MVP 07: NCAA Baseball (2007)                 |
| Arena Football               | Футбол в закрытом помещении   | Arena Football (2006)               | Arena Football: Road to Glory (2007)         |
| EA Sports Active             | Тренеровка                    | EA Sports Active (2009)             | EA Sports Active 2 (2010)                    |
| Grand Slam Tennis            | Теннис                        | Grand Slam Tennis (2009)            | Grand Slam Tennis 2 (2012)                   |
| MMA                          | Смешанные боевые единоборства | EA Sports MMA (2010)                |                                              |
| WRC                          | Чемпионат мира по ралли       | EA Sports WRC (2023)                |                                              |